# Heywood (Grand Manchester)
Pour les articles homonymes, voir Heywood.
Heywood est une ville britannique du district métropolitain de Rochdale dans le Grand Manchester en Angleterre.